# 飞扶壁

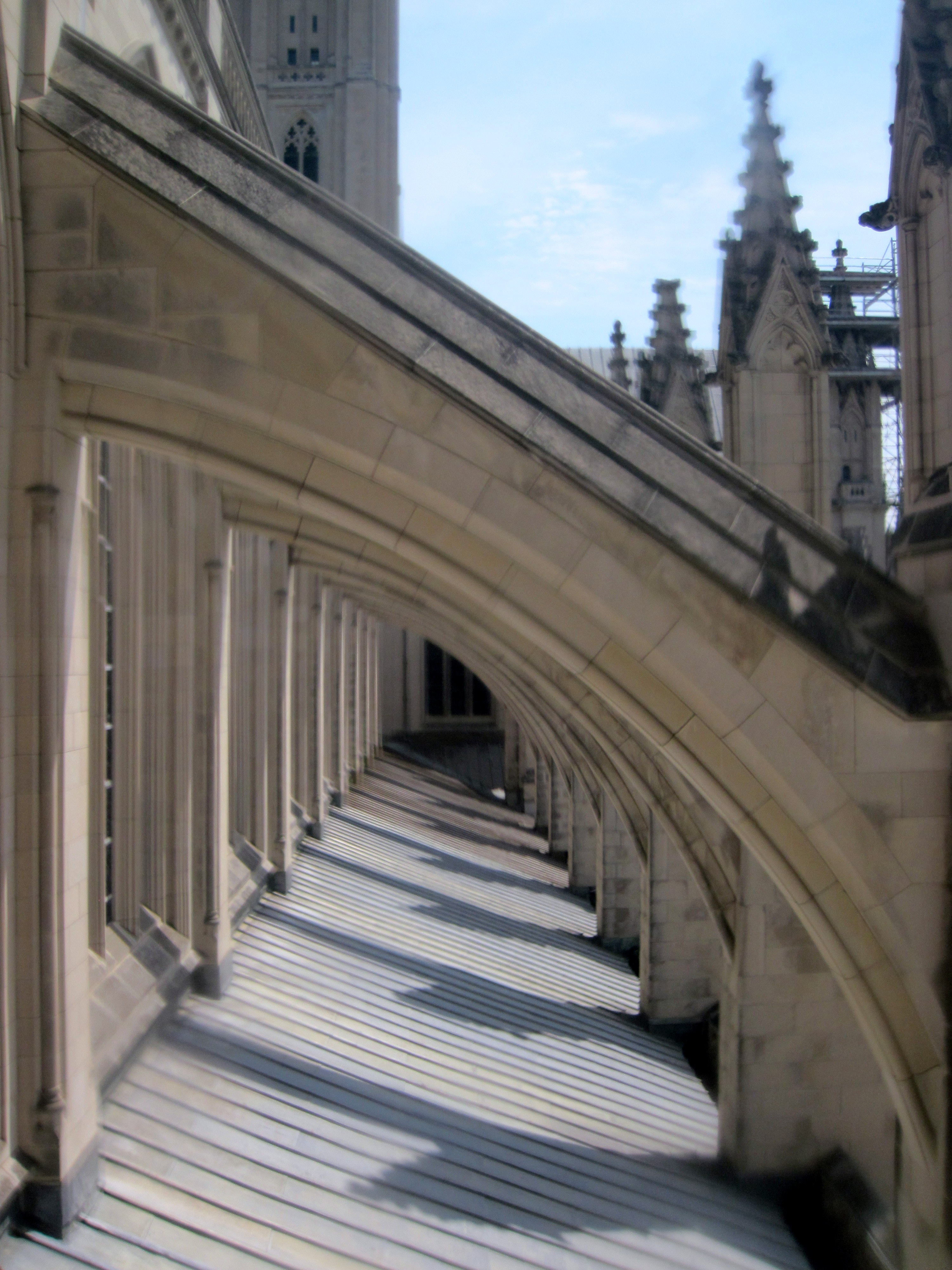
华盛顿国家座堂的飞券

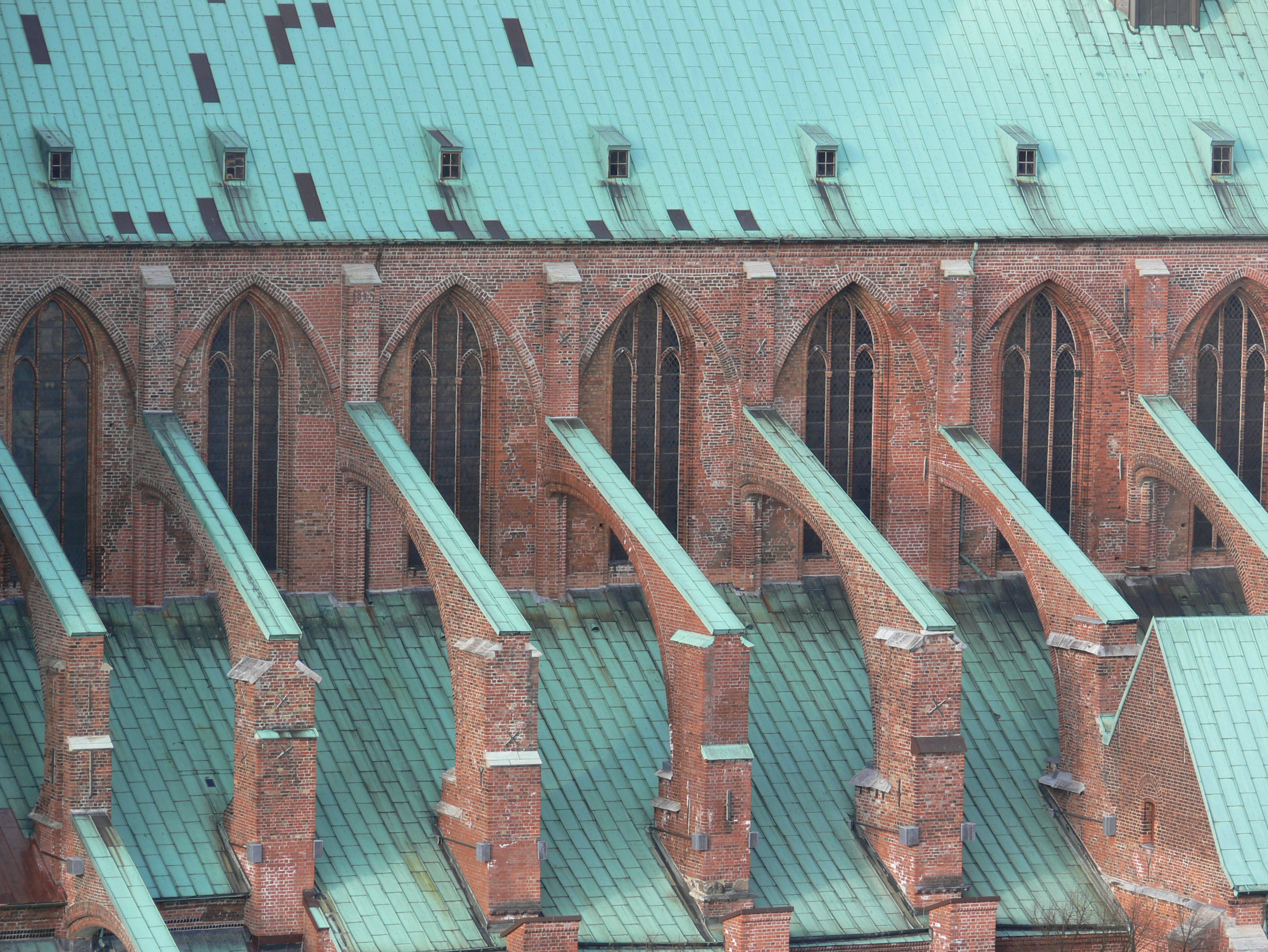
位于德国吕贝克的圣玛丽教堂的主拱顶由飞扶壁支撑，拱顶在侧廊屋顶上方。

飞扶壁（英語：Flying buttresses）是一种起支撑作用的建筑结构部件，凌空跨越下层附属空间（如走道、小祈祷室等）连接到顶部高墙上肋架券的起脚部位，用于平衡肋架拱顶对墙面的侧向推力。由于飞扶壁通常以半个拱券的形式出现，所以又称飞券（德語：Strebebogen）。

飞扶壁常见于哥特式建筑，尤其经常出现在大型哥特式教堂中。飞扶壁在结构上应与肋架券连用，与哥特建筑标志性的尖券并无对应关系。与扶壁相比，飞扶壁的位置可以相对自由地设置，为底层的平面布置提供多种可能性。另外由于肋架券的受力点集中在飞扶壁上，除此之外的墙体可以砌筑得很薄，甚至完全取消、改为花窗玻璃。同时因为飞扶壁暴露在建筑外部，也具有很大的装饰作用。

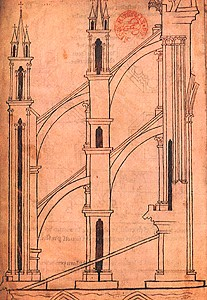
兰斯大教堂的飞扶壁，由维拉德·德·霍内科特绘制

## 历史
作为一种侧向支撑系统，飞扶壁在中世纪晚期发展起来，后来在哥特式建筑时期（12-16世纪）蓬勃发展。位于拉文纳的圣维塔大教堂和位于塞萨洛尼基的伽勒里乌斯圆形大厅中都含有飞扶壁结构。在教堂设计中，飞扶壁这一建筑元素起源于拜占庭式建筑和罗曼式建筑，如达勒姆大教堂：拱券将石头拱顶的侧向推力传递到过道上，拱门隐藏在走廊屋顶下，并将侧向力传递给巨大的外墙。1160年，法兰西地区的建筑师采用了类似的侧向支撑系统，其特点是设计更精细的长拱门，从高侧窗墙的外表面延伸到侧廊的屋顶上（因此从外面可以看到），以抵抗沉重的压力，在外墙顶部上方竖立扶壁。
建于1180年的巴黎圣母院的飞扶壁是哥特式大教堂中最早使用的扶壁之一。在1163年完工的圣日耳曼普雷斯教堂（Church of Saint-Germain des Prés）的后堂上部墙壁上，也使用了飞扶壁。

这种横向支撑系统的优点是：为了抵抗拱顶的侧向力推力，外墙不必做得很厚。相反，可以减少墙面（因此允许使用较大的窗户，用彩色玻璃上釉），因为垂直受力集中在外部扶壁上。早期飞扶壁的设计往往比承受静荷载的要求更重，例如沙特尔大教堂（约1210年）和圣雷米大教堂后堂周围（约1170年）。后来的建筑师逐步完善了飞扶壁的设计，缩小了飞扶壁的宽度，其中一些飞扶壁是用一层厚的楔块（楔形砖）建造的，顶部有一块盖顶石，例如亚眠大教堂、勒芒大教堂和博韦大教堂。

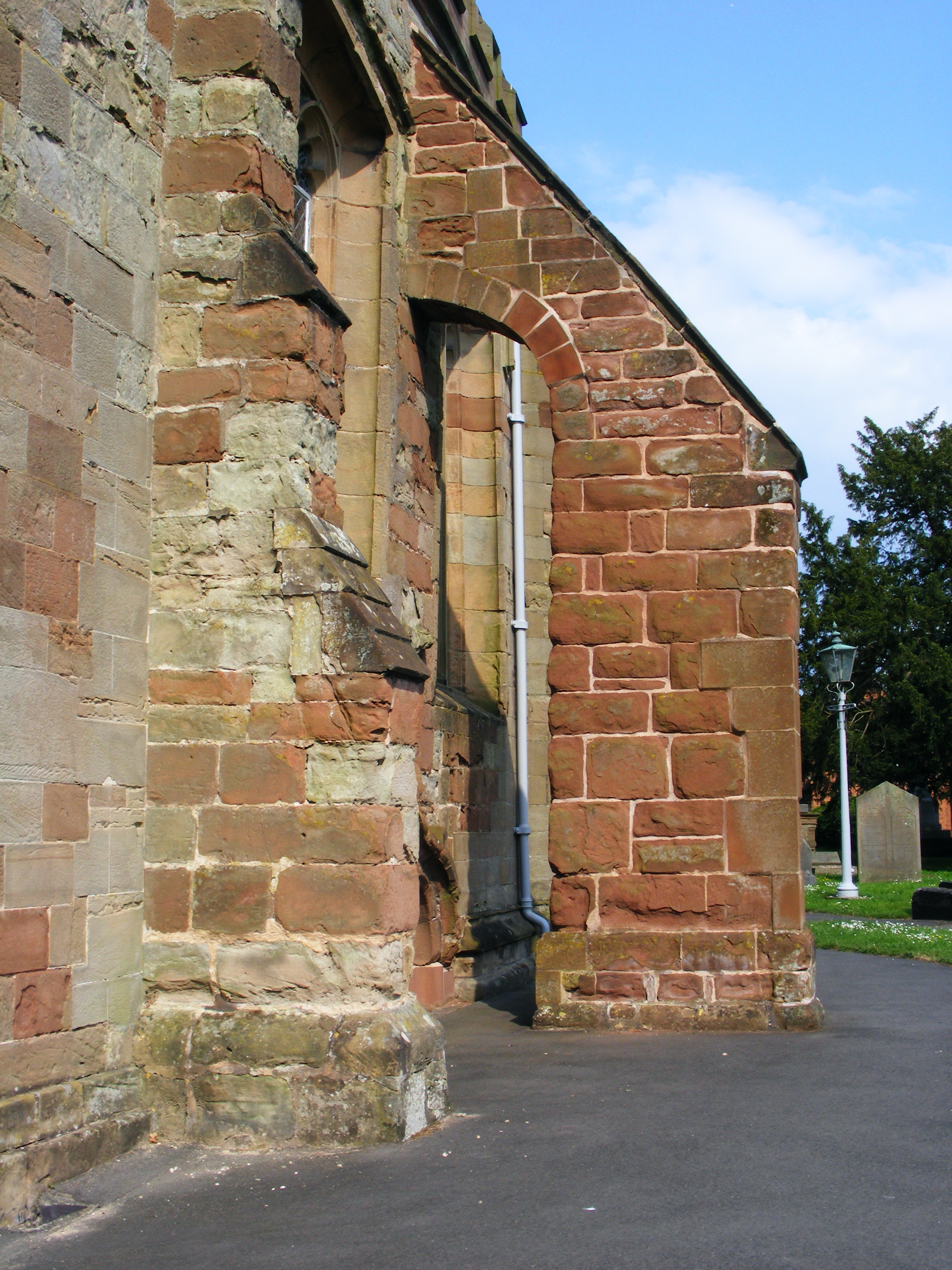
英国伍斯特郡Chaddesley Corbett的一座用作教堂墙壁加固支撑的飞扶壁

晚期哥特式建筑的设计以飞扶壁为特色，其中还有一些以嵌在扶壁中的雕像为特色。后来，文艺复兴时期的建筑避开了飞扶壁的横向支撑，转而采用厚壁建筑。尽管后来飞扶壁在建筑构造中几乎不再出现，但在20世纪初，加拿大工程师威廉·安德森（William P.Anderson）重新启用了飞扶壁设计来建造灯塔。

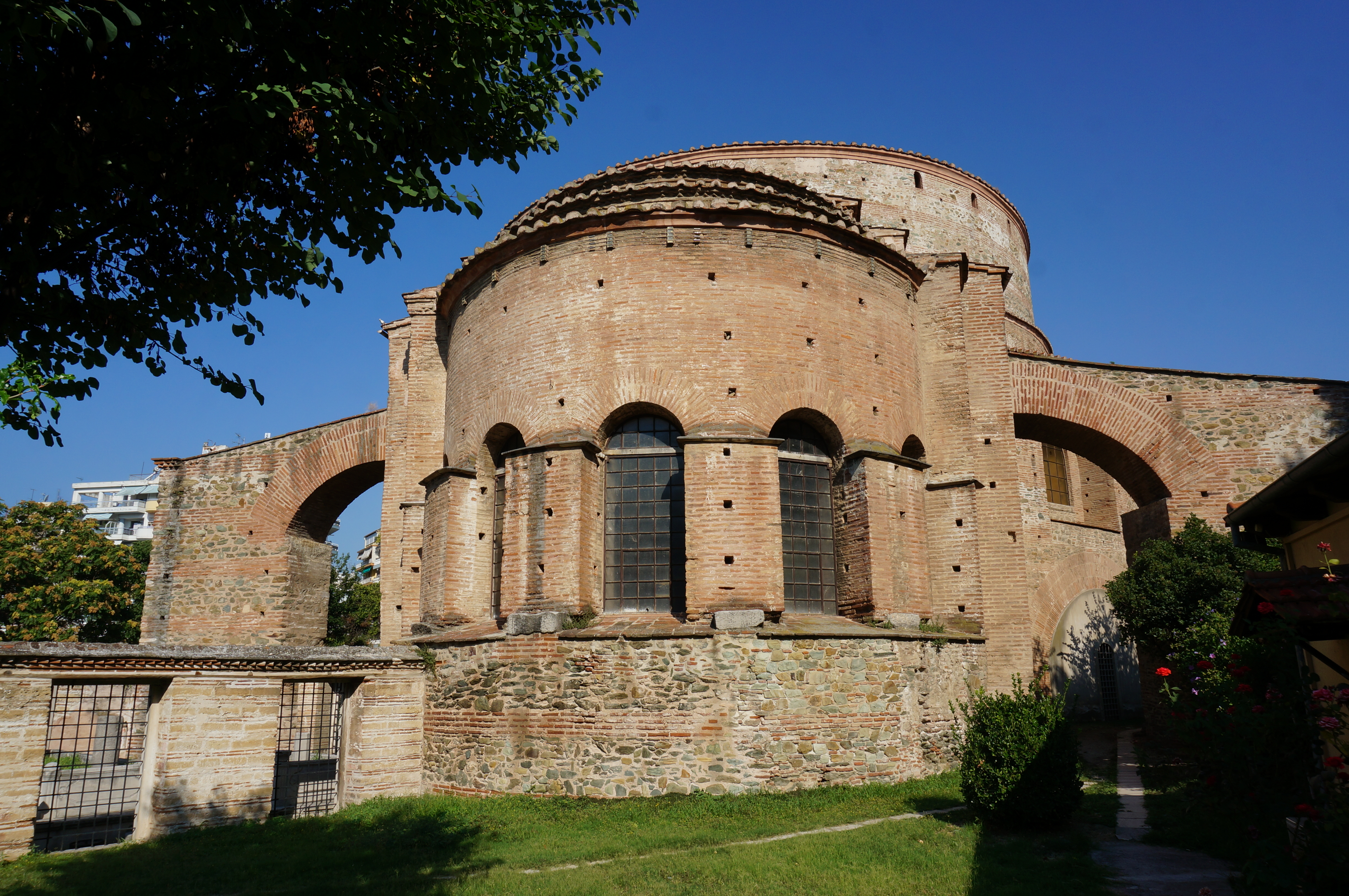
4世纪时在希腊塞萨洛尼基Galerius建造的圆形大厅，显示了飞扶壁的早期形态。

## 构造
由于在建筑中大部分重量荷载从天花板通过墙壁上部传递，飞扶壁是一种复合支撑体系，其形态如半拱延伸至远离墙壁的大型桥墩，提供了传统扶壁的大部分承载能力，从上到下与墙体相啮合。因此，飞扶壁是一种更轻、更经济的建筑结构。
通过减轻承重墙的重量和厚度、减少接触面积，飞扶壁的使用可以在更大的墙面面积上安装窗户。这一特点和人们对于光照的需求，导致飞扶壁成为中世纪哥特式建筑的典型要素之一，并从那时起在教堂设计中广泛使用。在哥特式教堂的设计中，采用了两个拱形飞片，一个在另一个之上，其中下部飞片（位于拱顶起点下方）抵抗拱顶的横向推力，而上部飞片抵抗屋顶上的风荷载。飞片外端的垂直扶壁（墩柱）通常用尖顶（圆锥体或金字塔）盖住，尖顶通常装饰有十字形，以提供额外的垂直荷载支撑，从而抵抗飞片传递的侧向推力。
建造一个飞扶壁，首先需要建造临时的木框架，称为定心。它将支撑石头的重量，并帮助保持拱门的形状，直到砂浆固化。定心首先是由木匠在地面上建造的。完成后，将其吊装]到位，并固定在一个扶壁的末端和另一个扶壁处的基础上。在真正的石拱门完工之前，这些拱门充当临时飞扶壁。 
建筑加固方面的应用

飞扶壁支撑系统的另一个重要应用是加固有倒塌风险的倾斜墙，特别是承重墙，例如，在英格兰伍斯特郡的Chaddesley Corbett村，用飞扶壁加固倾斜的古老墙壁比拆除和重建墙壁更为经济。

## 哥特时期的美学风格

早期哥特式建筑巴黎圣母院（此处所示为修改后的扶壁）的特色是飞扶壁，扶壁上有块状的门廊式尖顶，围绕着高大的中堂、高侧窗、宽阔的三拱式拱廊和两条侧廊。箭头显示结构受力。 (详图)

哥特风格是从人们对于建造能容纳更多信徒的教堂的愿望发展而来的。飞扶壁是支撑起这些巨大的石制建筑构件的良好解决方案，因为这些建筑构件需要大量的支撑，又想要扩大规模。最初飞扶壁仅仅用于结构，但后来成为了哥特时期美学风格的重要部分。飞扶壁通过支撑高侧窗和高屋顶的重量来提升稳定性，将开放空间和采光的理念引入大教堂的设计当中。大教堂的高度和高侧窗之间的大量窗户为观众创造了一个开阔的视野，使空间看起来更加连续，并给人一种没有清晰边界的错觉。

飞扶壁还使空间更加动态，将哥特式风格与更平坦的二维的罗曼式风格分开。在引入飞扶壁后，同样的要素也可以在大教堂的外部看到。飞扶壁的拱门下方有一个开放空间，该空间与教堂内的高侧窗具有相同的效果，允许观众通过拱门观看。扶壁也伸向天空，类似于教堂内的柱子，创造了更多向上的空间，使外部空间与内部空间一样充满活力，使得空间具有连贯性。

## 画廊
- 巴黎圣母院
- 巴黎圣母院
- One of the very ornate flying buttresses of St. John's Cathedral, 's-Hertogenbosch, The Netherlands
- In the basilica built ca. AD 1170 at the Abbey of Saint-Remi, in France a flying buttress system is used for lateral-support
- Saint Rose of Viterbo Church, Santiago de Queretaro, Queretaro, Mexico
- Tower of St Peter and St Paul's Church, Easton Maudit, England
- 林肯大教堂
- Saint-Petrus-en-Pauluskerk, Ostend, Belgium
- 巴斯修道院
- 华盛顿国家座堂
- 亚眠大教堂
- 曼彻斯特联合大楼
- 飞扶壁的横截面

## 文学作品中的飞扶壁
肯福利特（Ken Follett）的历史小说《圣殿春秋》（1989）的情节中突出了中世纪大教堂的构造，展现了飞扶壁。